# Андрєєва Надія Миколаївна
Надія Миколаївна Андрєєва (1903, місто Москва, тепер Російська Федерація — 2001) — радянська діячка, 1-й секретар Бауманського районного комітету ВКП(б) (КПРС) міста Москви, член Комітету партійного контролю при ЦК КПРС. Кандидат у члени ЦК КПРС у 1956—1961 роках.

## Життєпис
Член РКП(б) з 1924 року.
Закінчила Московський авіаційний інститут.
Після закінчення інституту, з 1934 року — технік на заводі дослідних конструкцій Центрального аерогідродинамічного інституту імені Жуковського; інженер, старший інженер, заступник начальника бригади, парторг ЦК ВКП(б), секретар партійної організації Об'єднаного конструкторського бюро (ОКБ) Туполєва в Москві.
У 1950—1956 роках — 1-й секретар Бауманського районного комітету ВКП(б) (КПРС) міста Москви.
У 1956—1963 роках — член Комітету партійного контролю при ЦК КПРС.
З 1963 року — персональна пенсіонерка в Москві.

## Нагороди і звання
- орден Леніна (7.03.1960)
- орден Вітчизняної війни І ст. (1947)
- орден Трудового Червоного Прапора
- орден Дружби народів (1983)
- орден «Знак Пошани»
- медалі